# Heriot’s RFC
Der Heriot’s Rugby Football Club ist ein Rugby-Union-Verein, der in der Scottish Premiership spielt. Die Heimspiele werden in Goldenacre, Edinburgh ausgetragen.
Der Verein wurde 1890 gegründet. 1920 gewann man erstmals die inoffizielle schottische Meisterschaft. Zu Beginn der 1970er Jahre gehörte der Verein zu den Befürwortern einer Meisterschaft, die vom nationalen Verband organisiert werden sollte. 1979 gelang der erste Meistertitel in diesem Wettbewerb. 1999 und 2000 erreichte Heriot’s zwei weitere Titel.
Man qualifizierte sich für die erste Ausgabe des British and Irish Cup durch den zweiten Platz in der schottischen Meisterschaft 2008/09.

## Bekannte ehemalige Spieler
- Finlay Calder
- Nick De Luca
- Rob Dewey
- Andy Irvine
- Rory Lawson
- Apolosi Satala (Fidschi)
- Jim Thompson